# Аппарао, Гуразада
Гуразада Венката Аппара́о (1861—1915) — индийский поэт и драматург. Один из первых авторов, писавших прозу на современном разговорном языке телугу. В 1896 году написал свою первую пьесу «Продажа невесты» о жизни женщин Андхры. Пьеса ставилась любительскими театрами. Пьесы «Кондубхаттийяму», «Биль-ханнийяму».
Почти всю жизнь провел в Виджаянагаре. С 1884 года преподавал в M. R. High School. В 1910 году сочинил знаменитый патриотический гимн на языке телугу «Desamunu Preminchumanna».